# Final Cut Studio
Final Cut Studio (precedentemente noto come Production Suite) è una raccolta di software per il montaggio video e post-produzione orientato al mercato professionale, sviluppata da Apple. La suite è formata da una serie di programmi, tra i quali i più importanti sono Final Cut Pro, Compressor, DVD Studio Pro e Motion.
Nel 2011, con l'aggiornamento di alcuni dei suoi programmi principali e la loro vendita esclusiva sul Mac App Store, la suite è stata ritirata dal mercato.

## Applicazioni
La suite è costituita da un gruppo di applicazioni principali corredate da altre minori.
- Final Cut Pro è un programma di montaggio video non lineare professionale, in grado di gestire più flussi video in tempo reale con qualità professionale.
- Soundtrack Pro è un software per la creazione di colonne sonore (da cui il nome) tramite l'utilizzo di campioni liberi da diritti d'autore in esso contenuti e l'applicazione di effetti audio.
- Motion è un programma di effetti speciali e animazioni
- Compressor comprime i progetti Final Cut e altri filmati esportandoli in altri formati
- DVD Studio Pro è un programma di authoring professionale per DVD, dall'acquisizione del filmato, passando per la creazione dei menu con effetti, sottotitoli, fino alla creazione del master e la possibile masterizzazione.
- Color è un software di correzione colore
- Qmaster è per l'elaborazione distribuita
- Cinema Tools è per la creazione e l'organizzazione di vari filmati in un database organizzato
- LiveType per la creazione di titoli e altro testo

I programmi hanno un'elevata interoperabilità fra loro. Ad esempio, Motion legge direttamente i progetti di Final Cut Pro, in modo che se durante la fase dell'aggiunta degli effetti speciali l'utente si accorge che delle transizioni non sono corrette, le può modificare immediatamente senza riaprire ed esportare il progetto da Final Cut. Le modifiche apportate sugli effetti speciali da Motion vengono viste anche in Final Cut Pro. Similmente, DVD Studio Pro può importare direttamente progetti Motion e Final Cut senza richiedere conversioni.